# Тільки краплю душі
«Тільки краплю душі» — радянський художній фільм 1978 року, знятий режисером Володимиром Городьком на Кіностудії ім. О. Довженка.

## Сюжет
Батьки шестирічного Вовки вирішують розлучитися. Хлопчикові вдома самотньо і тужливо, він думає тільки про те, як би швидше вирости і виїхати в далекі країни. Коли його родина переїхала на нову квартиру, у Вовки з'явилося багато друзів. Головним серед них став капітан першого рангу Пантелей Степанович. Він не тільки помирив батьків, але й дав зрозуміти хлопцеві, що далекі країни — це найближча реальність. Треба тільки добре вчитися, серйозно займатися спортом, бути сміливим та пишатися своїми мріями.

## У ролях
- Леонід Невідомський — Пантелей
- Олексій Нікітченко — Вовка
- Михайло Кононов — Федір, батько Вовки
- Антоніна Лефтій — мати Вовки
- Тамара Носова — Корнелія
- Світлана Орлова — Лея
- Володимир Носик — другорядна роль
- Геннадій Сафронов — другорядна роль
- Василь Петренко — «Рудий»
- Олександр Силін — другорядна роль
- Агафія Болотова — другорядна роль
- Маргарита Кавка — секретар народного суду
- Лідія Чащина — другорядна роль
- Галина Довгозвяга — другорядна роль

## Знімальна група
- Режисер — Володимир Городько
- Сценарист — Леонід Ямковий
- Оператор — Василь Курач
- Композитор — Євген Крилатов
- Художник — Віталій Шавель